# احمدرضا بهارلو
احمدرضا بهارلو گوینده، برنامه‌ساز و مدیر سابق بخش فارسی رادیو صدای آمریکاست که در سال ۲۰۰۸ میلادی از کار خود در صدای آمریکا کناره‌گیری کرد. 
وی در شهر داراب, استان فارس در متولد شد و تحصیل کردهٔ رشتهٔ اقتصاد در دانشگاه ملی ایران (دانشگاه شهید بهشتی) کنونی است.

## فعالیت‌ها
احمدرضا بهارلو در سال ۱۹۷۳ میلادی از ایران خارج شد و به ایالات متحده آمریکا رفت و در سال ۱۹۷۷ میلادی مدرک فیلم‌سازی خود را دریافت کرد و اولین فیلم خود با عنوان «پایان دوران کودکی» را ساخت. این فیلم در مورد ایرانیان جوانی بود که با رؤیاها و آرزوهای خود به آمریکا مهاجرت می‌کردند. در سال ۱۹۷۸ میلادی برای مدت کوتاهی به ایران بازگشت اما چون نمی‌خواست در حرکت‌های احساسی توده‌ها که خود آن را «بازگشت مردم به عقب می‌نامد» سهیم باشد، این کشور را ترک کرد. وی سپس به بخش فارسی رادیو صدای آمریکا پیوست.
بهارلو اولین برنامهٔ خود را در تلویزیون صدای آمریکا، در سال ۱۹۹۶ میلادی با عنوان «میزگردی با شما» اجرا کرد و ۱۳ سال متوالی این برنامه را ادامه داد. سرانجام پس از ۳۰ سال فعالیت در صدای آمریکا، به حرفهٔ سابق خود فیلم‌سازی برگشت و ساختن فیلمی با عنوان «دولوشن» (انحطاط) را آغاز کرد.
داستان فیلم دولوشن (انحطاط) ساختهٔ احمدرضا بهارلو، در مورد مجموعه حوادثی است که برآیند آن به انقلاب ۵۷ ایران منجر می‌شود.